# Маргарита (супутник)
Маргарита (англ. Margaret) — нерегулярний супутник планети Урана з прямим орбітальним оберненням. Названа за іменем персонажа з п'єси Шекспіра «Багато галасу з нічого». Також позначається як Уран XXIII.

## Історія відкриття
Маргарита була відкрита Скоттом Шеппардом за знімками, зроблених ним спільно з Девідом Джевіттом 29 і 30 серпня 2003 року за допомогою телескопа «Субару» у обсерваторії Мауна-Кеа. Вони ж спостерігали цей об'єкт 20 вересня у телескоп «Джеміні». Через деякий час Браян Марсден заздалегідь ідентифікував цей об'єкт. Отримані результати були підтверджені Джоном Кавеларсом за знімками, зробленими 25 серпня 2001 року за допомогою телескопа «Канада-Франція-Гаваї». Супутник отримав тимчасове позначення S/2003 U 3. Теперішню назву було присвоєно 29 грудня 2005 року.

## Орбіта

Нерегулярні супутники планети Урана

Особливістю Маргарити є те, що вона — єдиний нерегулярний супутник Урана з прямим орбітальним оберненням. На діаграмі показані орбітальні параметри Маргарити, унікальні серед нерегулярних супутників Урана, з нахилом по вертикальній осі і ексцентриситетом орбіти, вираженим горизонтальними відрізками від перицентра до апоцентра. Станом на 2008 рік ексцентриситет Маргарити становить 0,7979. Таким чином, у Маргарити найексцентричніша орбіта серед всіх відомих супутників у Сонячній системі, хоча у Нереїди у середньому ексцентриситет більший.